# Metacausta ustata
Metacausta ustata är en fjärilsart som beskrevs av George Francis Hampson 1897. Metacausta ustata ingår i släktet Metacausta och familjen nattflyn. Inga underarter finns listade i Catalogue of Life.